# Vincent Callard
Vincent Callard, född 22 november 1895, död 18 juli 1976, var en friidrottare från Kanada. Han deltog vid olympiska sommarspelen 1928 och olympiska sommarspelen 1936.